# 老鼠洲兒童遊樂場

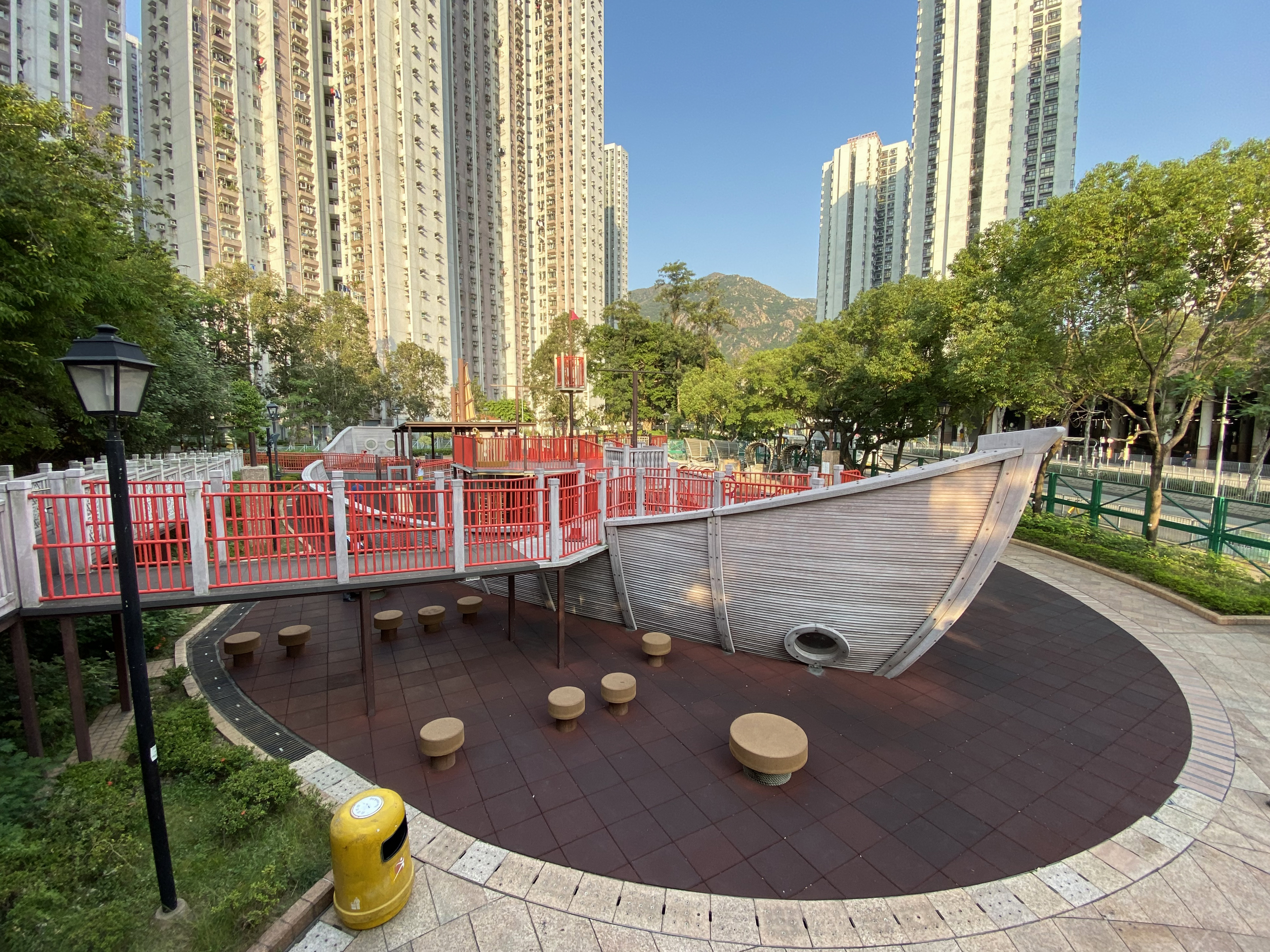
中式帆船造型內的兒童遊樂設施

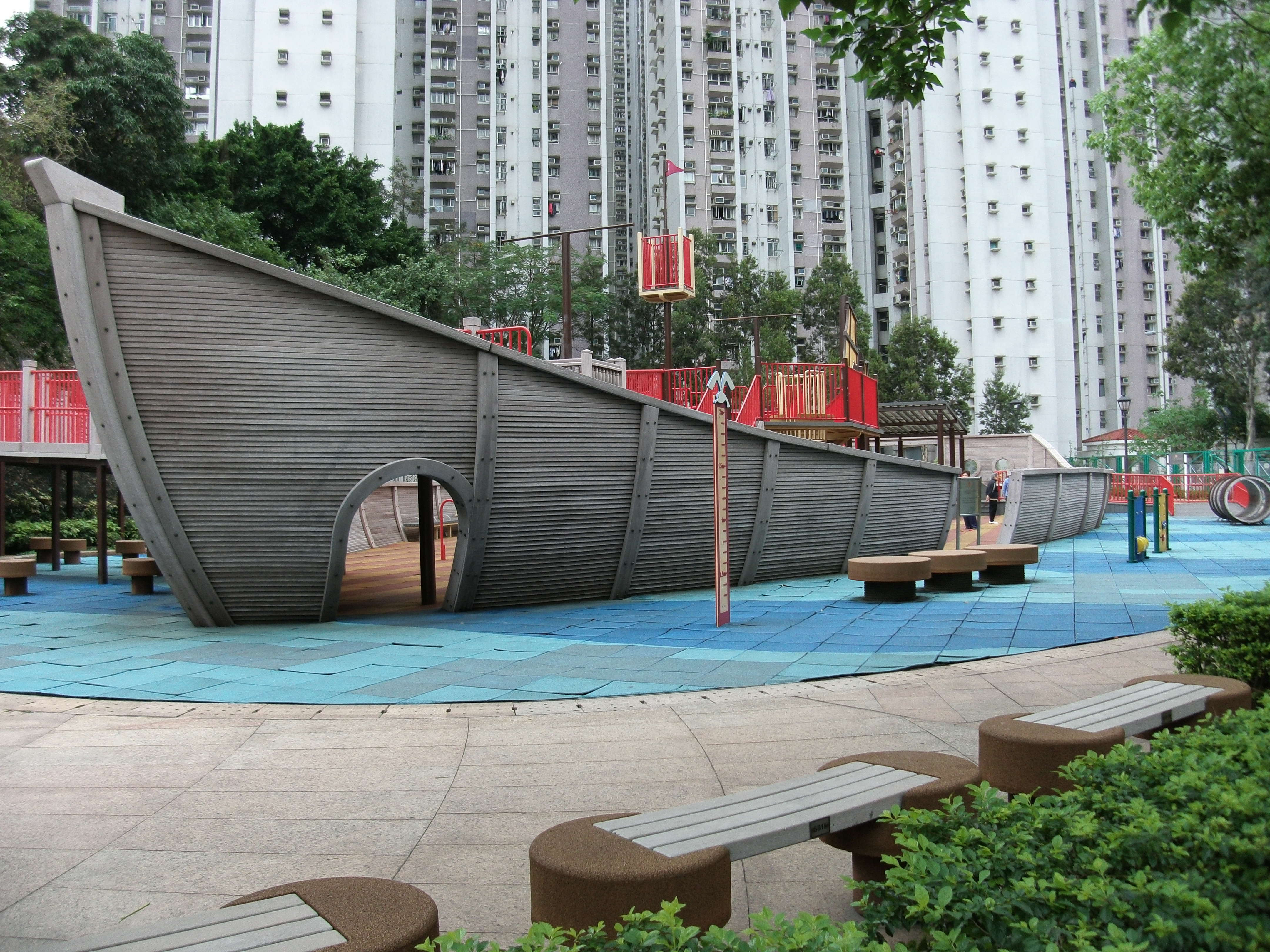
中式帆船造型外貌

老鼠洲兒童遊樂場（英語：Mouse Island Children's Playground）是香港新界屯門區其中一個公園，位于屯門青山灣老鼠洲，由建築署耗資2,600萬港元設計及建造，于2004年8月正式啟用，屬香港首個環保公園。
園內建有一艘以中式帆船造型的兒童遊樂設施，2009年3月22日懷疑遭人縱火，烈焰燒至達數層樓高，帆船的後半部全告焚毀，至2010年8月底才完成復修。

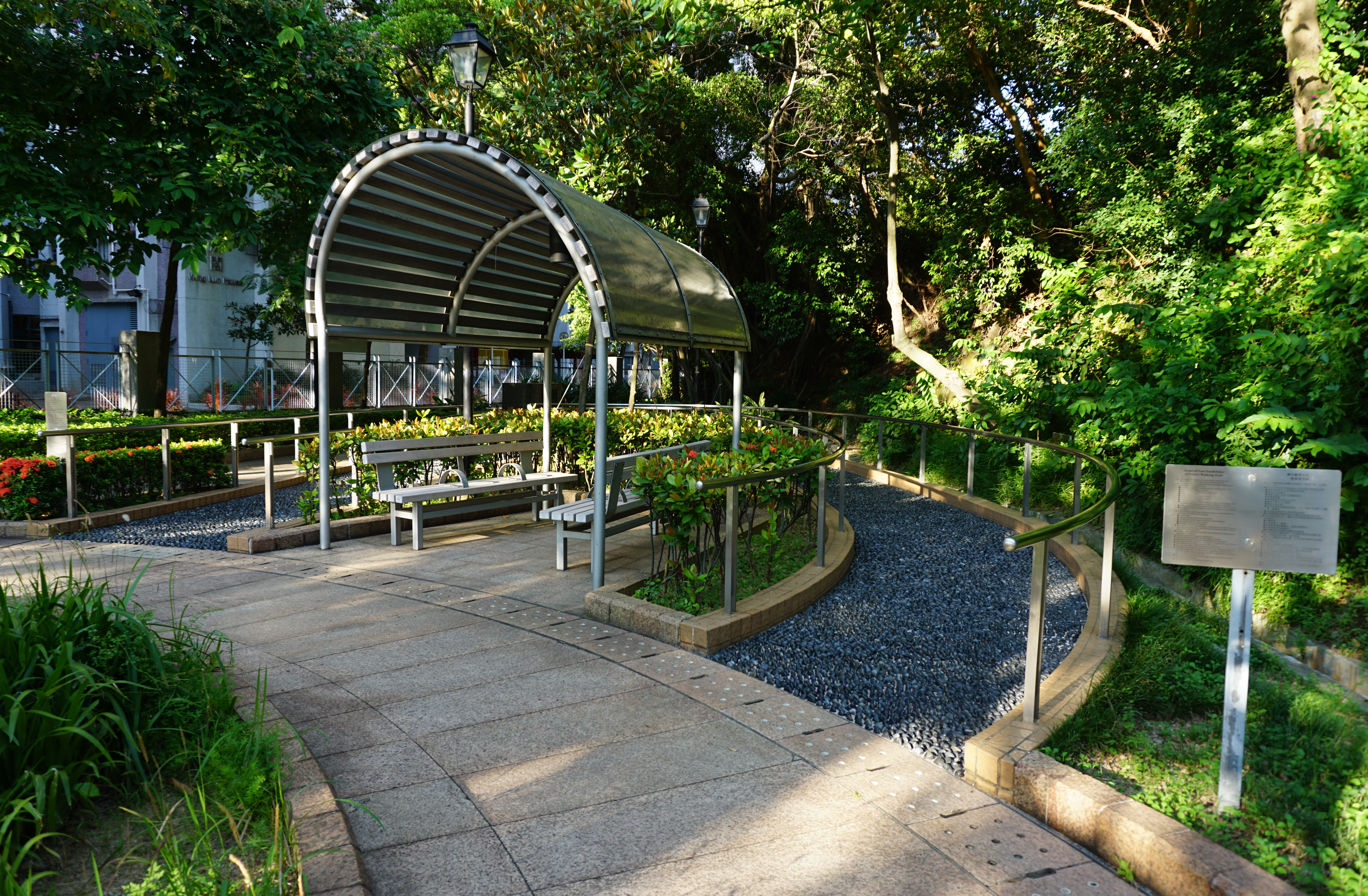
卵石路步行徑
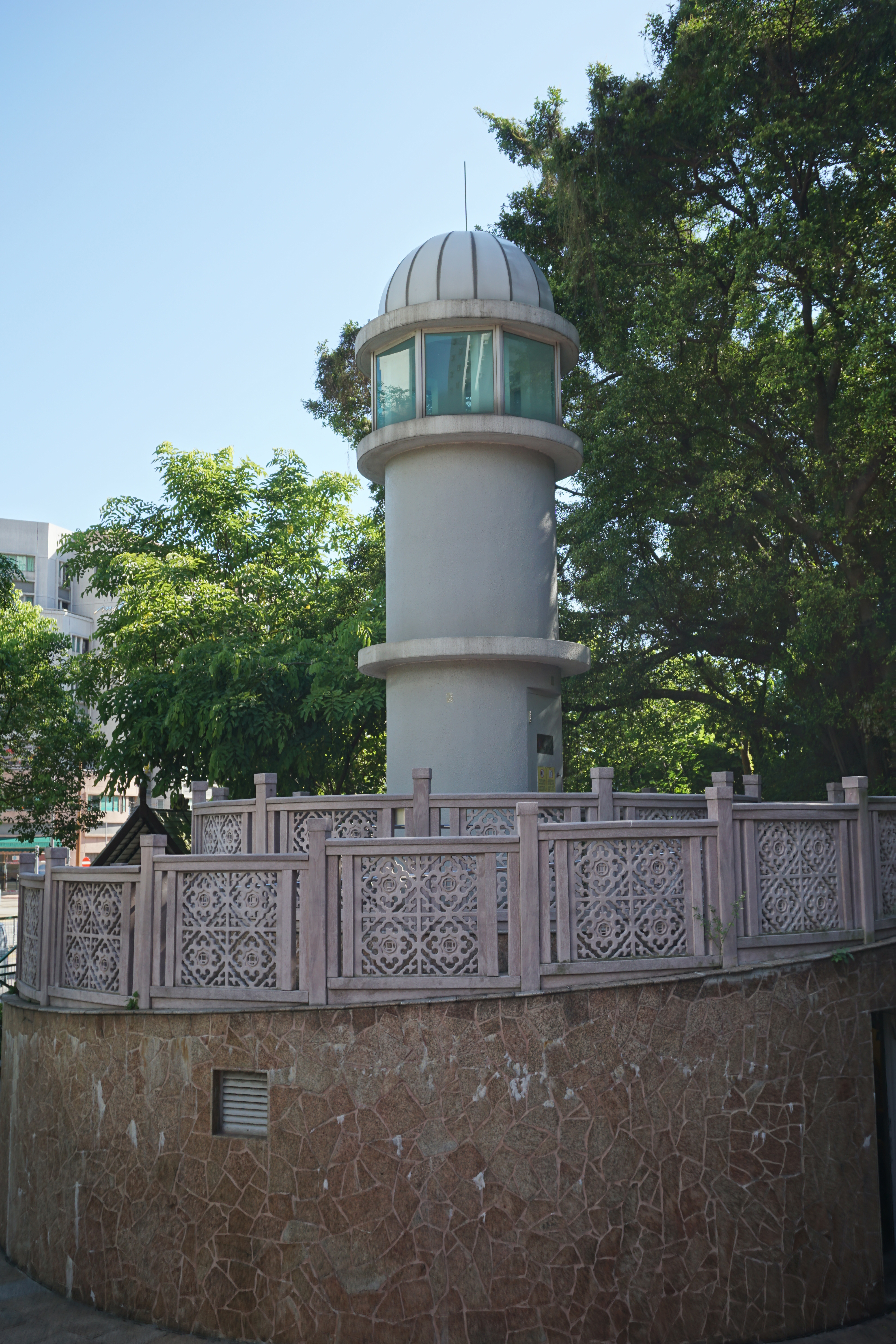
燈塔
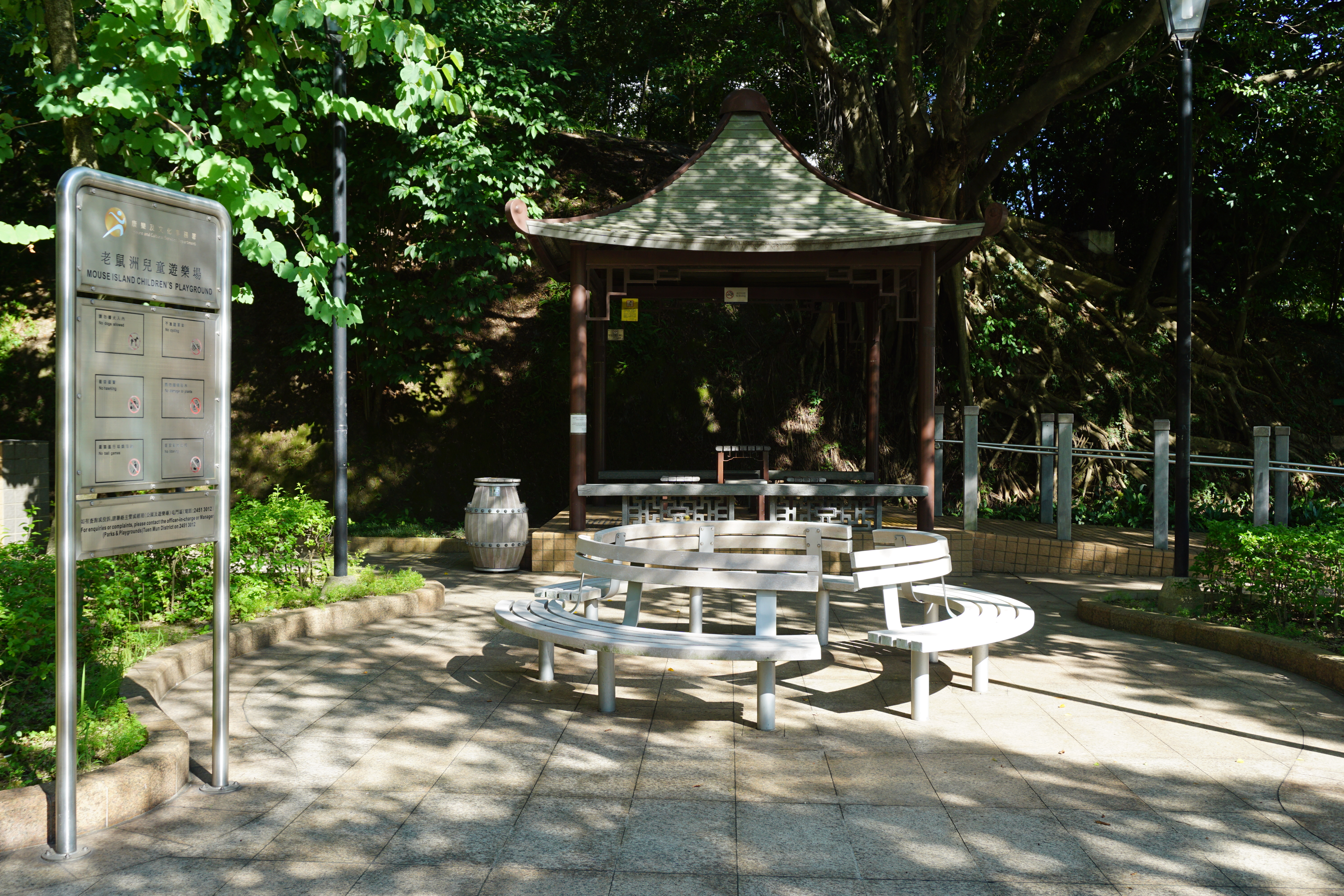
涼亭

## 毗鄰
- 兆麟苑
- 恒福花園
- 海珠路遊樂場
- 恒貴街遊樂場